# Éryxias
Éryxias (en grec Ἐρυξίας) est un dialogue socratique du pseudo-Platon sur la richesse. Une autre titre, Érasistrate est mentionné par Diogène Laërce pour ce dialogue

## Personnages du dialogue
- Socrate
- Critias
- Éryxias : Originaire de Stiria, en Attique[2]
- Érasistrate, neveu du politicien Phéax d’Acharnes. Luc Brisson dit qu’il fut peut-être l’un des Trente ; Xénophon nomme en effet un certain Érasistrate dans la liste des Trente présente dans ses Helléniques[3],[4]

## Cadre
Le dialogue est rapporté par Socrate, et eut lieu sous le portique de Zeus Éleuthérios. 

## Authenticité
L’authenticité de ce dialogue est douteuse ; il est généralement admis que l’avis de Suidas selon lequel les dialogues sans introduction (dits « acéphales ») sont d’Eschine de Sphettos, n’est pas fiable : il y comprend entre autres l’Éryxias. Aucun dialogue avec ce titre ne se retrouve à l’article que lui consacre Diogène Laërce

## Thèses du dialogue
- Seul le sage est vraiment riche.
- La richesse n’est en soi ni un mal ni un bien, mais peut le devenir.
- La richesse est indissociable de l’utilité.

Dans l’Éryxias, Socrate admet que le bien peut être assimilé à l’utile.

## Première conclusion
Il n’est de bien plus précieux que la sagesse qui assure le bonheur.. Cette conclusion ne satisfait pas Éryxias, qui déprécie les propos, et demande de poursuivre en se demandant si la richesse est un bien ou un mal

## Avis d’Éryxias, Socrate, puis Critias
Selon Éryxias, la prospérité matérielle est une bonne chose, avis contredit par Critias, pour qui les possessions et de l’argent ne sont pas toujours une bonne chose, et que, permettant de satisfaire les désirs, elle est source de maux. Socrate répond que l’argent n’est qu’une valeur conventionnelle. Il intervient en faveur de Critias, avec pour support à sa conclusion qu’il est homme de qualité, digne de considération.

Selon Socrate, posséder beaucoup de biens est nécessaire pour être riche, et ces biens, pour être richesse, doivent être utiles, autrement dit il faut savoir s’en servir : le bien n’est utile qu’à celui qui sait s’en servir, c’est-à-dire au sage, le sage seul pouvant être considéré riche. Si les richesses servent à assouvir des besoins, et si les besoins sont dépendants de désirs, et si les riches sont ceux qui ont le plus de désirs, l’enquête se poursuit quant à savoir si ces désirs peuvent mener au mal.

## Les richesses peuvent mener au mal[11]
L’excellence est l’état où l’on éprouve le moins de désirs et le moins de besoins.

## Citations
- D’un poème d’Archiloque de Paros[12] (frag. 1332 de West) : « Le sage est sage dans tout ce qu'il fait »